# Nethuns

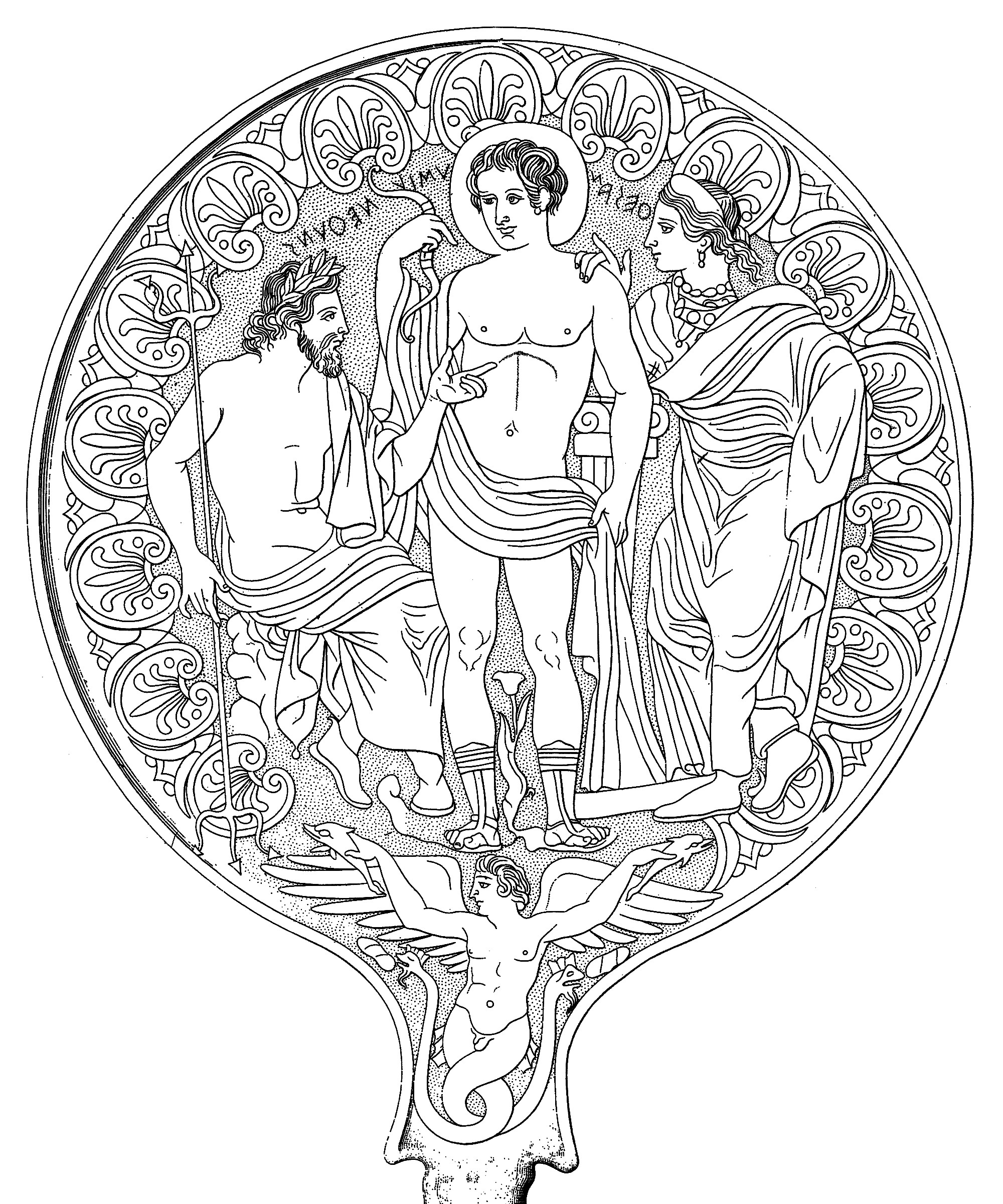
Mirall etrusc de bronze de la Toscana que representa Nethuns, Usila i Thesan (segle IV aC).

Nethuns a l'antiga mitologia etrusca era un déu dels pous i de les fonts. Les seves atribucions es van estendre per totes les aigües, fins i tot les del mar.
Nethuns era originàriament un déu etrusc de les aigües dolces, les fonts i els torrents, i era capaç de fer brotar l'aigua del terre. Més tart, potser a mitjans del segle iv aC, el seu domini es va estendre a totes les aigües, fins i tot les dels mars. Era germà de Tínia, el déu suprem dels etruscs. Tenia per atributs un trident, una àncora, un cavallet de mar i els dofins. La concepció que en van tenir els etruscs era semblant al que en pensaven els romans de Posidó.